# Newport Center
Newport Center est un village du comté d'Orléans (Vermont), aux États-Unis, d'une population d'environ 1 467 habitants.